# 王力行
王力行（1945年—），出生於四川重慶，台灣女作家及出版家，畢業於國立政治大學新聞學系。

## 經歷
國立政治大學新聞學系畢業後，在廣播、廣告世界中摸索興趣。
- 1971年11月中華民國退出聯合國後，1972年從美國回到台灣，歷任《綜合月刊》編輯、《婦女雜誌》主編，踏上出版之路。
- 1978年赴香港，任《中國時報》香港辦事處主任。
- 1980年返回台灣，任《時報雜誌》副總編輯。
- 1981年《天下雜誌》創刊，任副總編輯。
- 1986年任《遠見雜誌》和天下文化發行人兼總編輯。
- 2006年9月1日，任《哈佛商業評論》全球繁體中文版總編輯。
- 現任遠見天下文化事業群發行人兼事業群總編輯[1]。

## 得獎記錄
她於遠見雜誌總編輯任內，曾帶領該雜誌榮獲行政院新聞局雜誌報導金鼎獎、雜誌公共服務金鼎獎、花旗銀行財經新聞獎、中華民國新聞評議委員會兩岸新聞報導獎、吳舜文新聞獎等獎項。

## 著作
- 《請問總統先生》 1988
- 《愛與執著 : 追尋遠見的年代》 1991
- 《無愧——郝柏村的政治之旅》 1994
- 《鬧中取靜》 1996
- 《寧靜中的風雨——蔣孝勇真實的聲音》 1997
- 《蔣孝勇的最後告白》 1998
- 《三人行看台灣新價值》（與張作錦、高希均合著） 2000
- 《字裡行間》 2004
- 《動力 20》（策劃）2006
- 《華人領袖破解台灣機會‧中國想像》 王力行主編 2010